# 3 Pułk Saperów Wileńskich

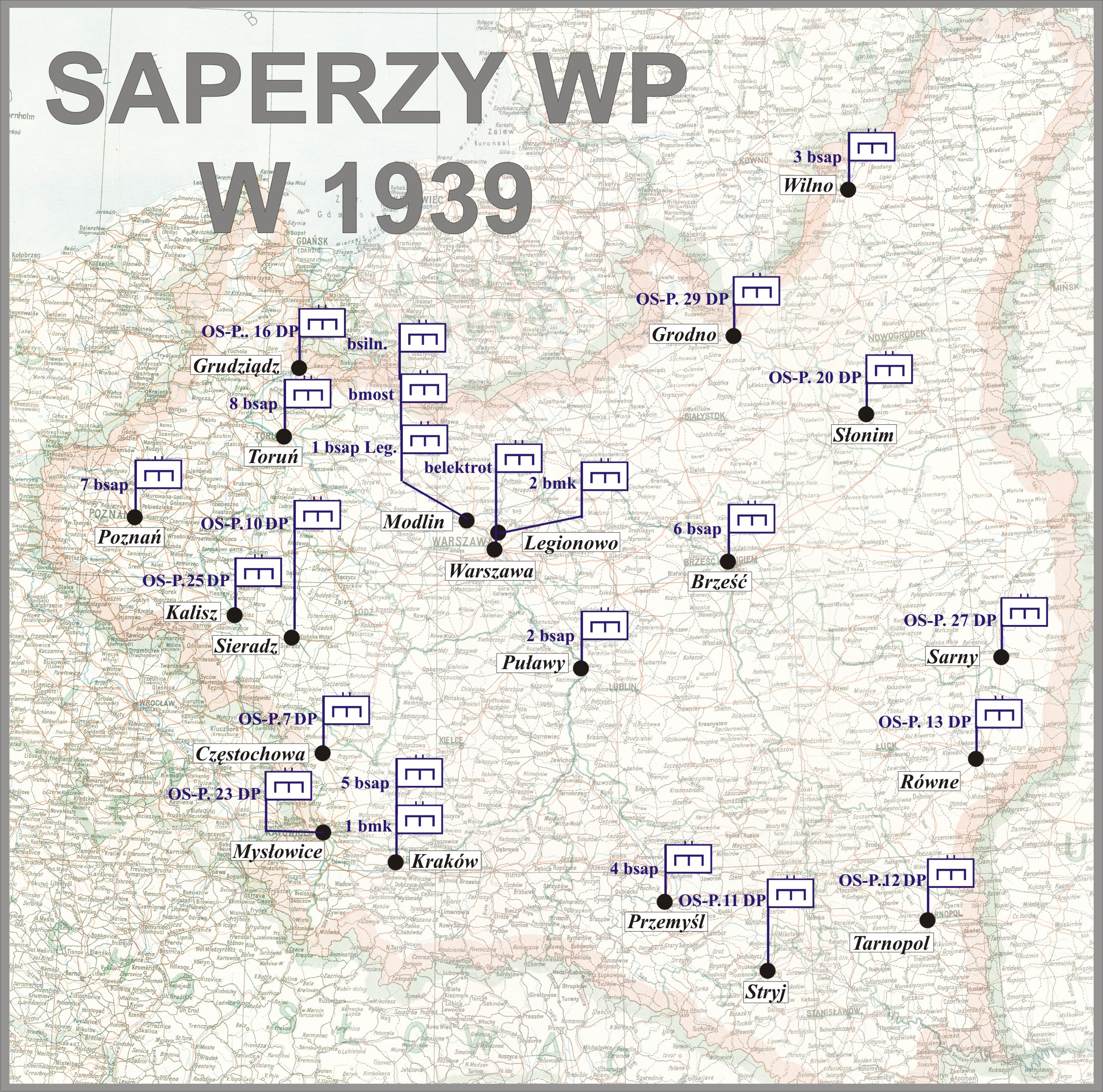
Jednostki saperskie WP w 1939

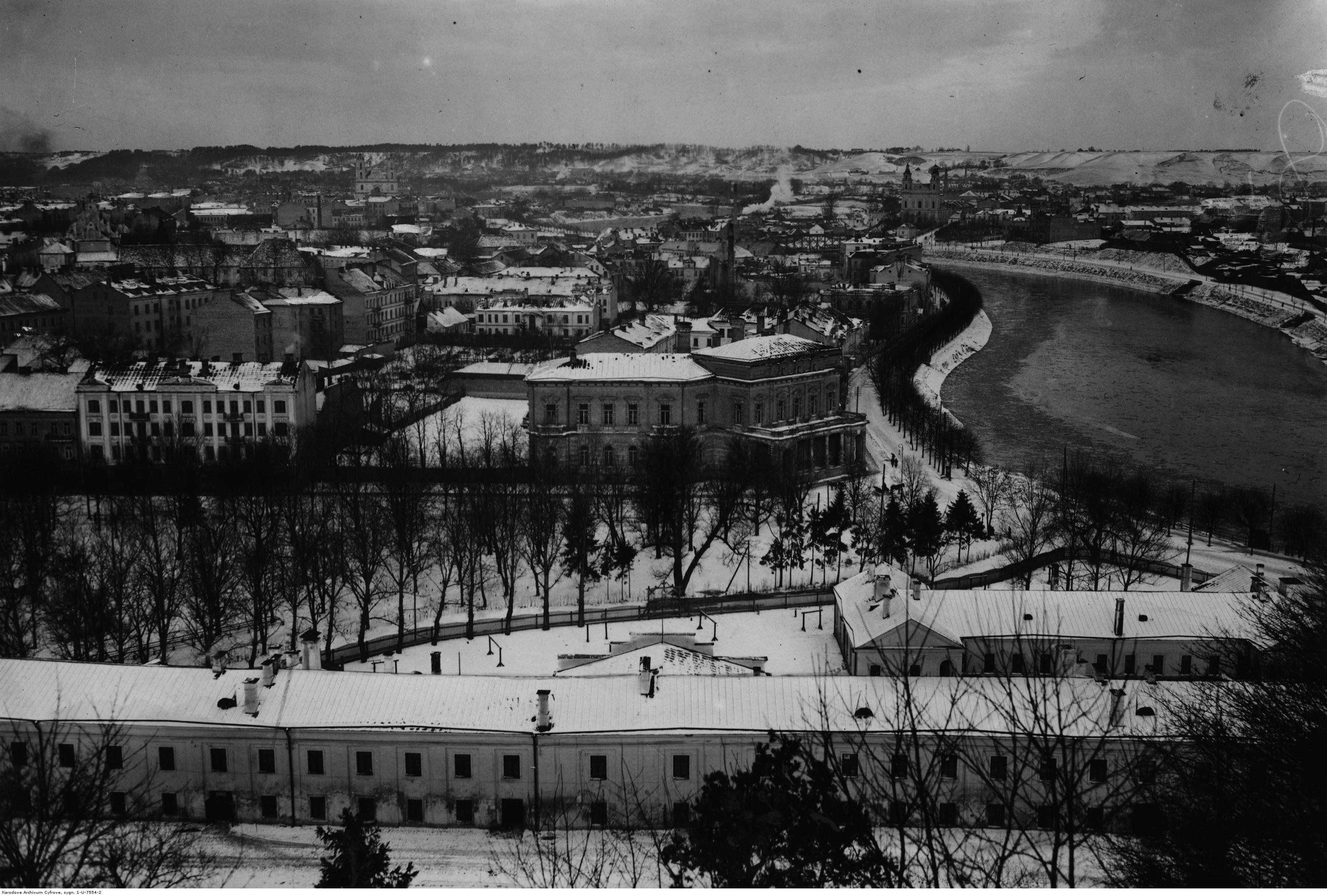
Panorama Wilna 1926 – widok z Góry Zamkowej. Na pierwszym planie koszary 3 psap.

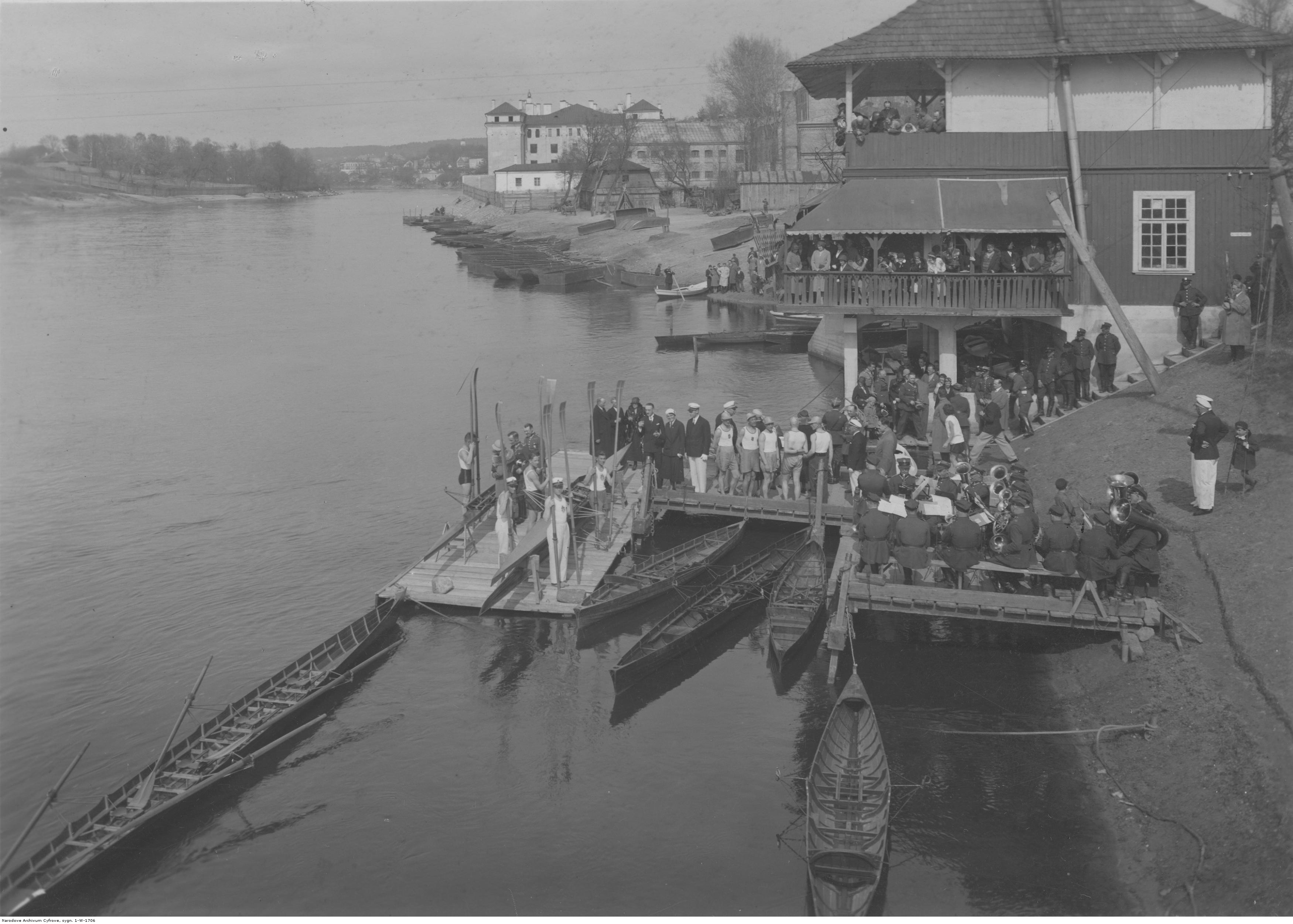
Otwarcie sezonu wioślarskiego na przystani 3 bsap w Wilnie

3 Pułk Saperów Wileńskich (3 psap), 3 Wileński Batalion Saperów (3 Wbsap.) – oddział saperów Wojska Polskiego w II Rzeczypospolitej.
Batalion (pułk) był  jednostką wojskową istniejącą w okresie pokoju i spełniająca zadania mobilizacyjne wobec oddziałów i pododdziałów saperów.  Spełniał również zadania organizacyjne i szkoleniowe. Stacjonował w Grudziądzu i  w Wilnie. W 1939, po zmobilizowaniu jednostek przewidzianych planem mobilizacyjnym, został rozwiązany.

## Historia pułku
Dowództwo 3 Pułku Saperów Wileńskich sformowało się 6 czerwca 1921 roku w Grudziądzu z dowódcą pułku, ppłk. Włodzimierzem Dołęgą-Dziakiewiczem na czele, przybyło dnia 27 czerwca do Wilna, a sam pułk został sformowany 22 sierpnia 1921 roku w garnizonie Wilno z połączenia I, XIX i XXIX batalionów saperów oraz III zapasowego batalionu saperów. Na bazie ostatniego pododdziału utworzono kadrę batalionu zapasowego.
Pułk po raz pierwszy obchodził uroczyście swoje święto 25 lipca 1922 roku, w dniu św. Krzysztofa, patrona Wilna. Mszę polową celebrował ks. bp. Władysław Bandurski. Defilada odbyła się w strugach deszczu.
19 maja 1927 roku Minister Spraw Wojskowych zatwierdził dzień 25 lipca, jako datę święta pułkowego.
W 1929 roku, w związku z wprowadzeniem nowej organizacji pokojowej saperów, jednostka została przeformowana w 3 batalion Saperów Wileńskich i podporządkowana dowódcy 2 Brygady Saperów w Warszawie. Jednocześnie zostały rozwiązane dowództwa batalionów: I, XIX i XXIX.
12 marca 1934 roku batalion został podporządkowany dowódcy 1 Brygady Saperów w Warszawie, a 19 grudnia tego roku dowódcy nowo utworzonej 2 Grupy Saperów.

## Klub Sportowy
W latach 1923–1933 w jednostce działał Klub Sportowy, który posiadał m.in. sekcje wioślarską oraz lekkoatletyczną. W barwach pułku występowali medaliści Mistrzostw Polski w lekkoatletyce Jan Wieczorek, Jan Nawojczyk oraz Stefan Gniech.

## Mobilizacja 1939
3 Batalion Saperów Wileńskich był jednostką mobilizującą. W 1939 zgodnie z planem mobilizacyjnym „W” sformował:
w mobilizacji alarmowej:
- 1 batalion saperów
- 19 batalion saperów
- 53 batalion saperów dla SGO „Narew"
- rezerwowa kompania saperów nr 131
- rezerwowa kompania saperów nr 132
- rezerwowa kompania saperów nr 133
- rezerwowa kompania saperów nr 134
- rezerwowa kompania saperów nr 135
- rezerwowa kompania saperów nr 136
- rezerwowa kompania saperów nr 136
- rezerwowa kompania saperów nr 137
- rezerwowa kompania saperów nr 138
- park saperski nr 31
- pluton parkowy saperów nr 31
- dwa Dowództwa Grup Fortyfikacyjnych: nr 31 – dla Armii „Poznań” i nr 32 – dyspozycyjne Naczelnego Wodza
- lekka kolumna pontonowa typu II nr 132

w I rzucie mobilizacji powszechnej:
- lekka kolumna pontonowa typu I nr 131
- dwa plutony parkowe saperów: nr 32 i 33

## Wileńscy saperzy
Dowódcy pułku (od 1929 roku - batalionu)
- ppłk Włodzimierz Dołęga-Dziakiewicz (VI 1921 – XI 1922)
- płk Jan Fogel (XI 1922 – V 1926)
- ppłk Jan Hackbeil (p.o. V 1926 – V 1927)
- ppłk Ignacy Landau (V 1927 – 31 VII 1932)
- mjr Karol Czarnecki (od XII 1932[6])
- ppłk Wacław Damrosz (V 1936 – 1939[7])

Zastępcy dowódcy pułku (od 1929 roku – batalionu)
- mjr Maksymilian Hajkowicz (p.o. 1923 – 1925)
- ppłk Adolf Juniewicz (XII 1927[8] – XI 1928[9])
- mjr Jan Połubiński (I[10] – XII 1929[11])
- mjr Konstanty Skąpski (XII 1929[12] – III 1931[13])
- mjr Roman Głaczyński (III 1931[13] – 28 II 1933[14])
- mjr Adam Golcz (VI 1933[15] – 1 XII 1934[16])
- mjr Edward Marian Peristy (od IV 1935[17])
- mjr dypl. Józef Meleniewski (1939)
- mjr Stanisław Maculewicz (II z-ca d-cy/kwatermistrz do VIII 1939)

### Kawalerowie orderu Virtuti Militari
Oficerowie 3 pułku Saperów Wileńskich odznaczeni Krzyżem Srebrnym Orderu Wojskowego Virtuti Militari za wojnę 1918–1921. W nawiasach podano numer krzyża.

1. mjr Wacław Damrosz
2. mjr Jan Słuszkiewicz
3. kpt. Tadeusz Wasilewski
4. kpt. Emil Strumiński (5164)
5. kpt. Czesław Okołow
6. kpt. Bohdan Chojnowski
7. kpt. Teodor Leon Zaniewski
8. por. Antoni Wejtko
9. ppor. Wacław Konopko
10. ppor. Włodzimierz Raczyński (5166)
11. ppor. Leon Tyszyński
12. ppor. Adam Golcz
13. ppor. Stefan Coghen
14. ppor. Zdzisław Macherski
15. ppor. Tadeusz Kanigowski
16. pchor. Walenty Szydłowski
17. st. sierż. Władysław Kędzierski
18. st. sierż. Józef Pełko (448)
19. sierż. Jan Dudek

### Organizacja i obsada personalna batalionu w 1939 roku
Ostatnia organizacja pokojowa i obsada personalna batalionu:
- dowódca batalionu – ppłk Damrosz Wacław
- I zastępca dowódcy batalionu – mjr dypl. Józef Meleniewski
- adiutant – por. Pierewoz Konstanty
- oficer sztabowy ds. wyszkolenia – kpt. Wejtko Tadeusz
- lekarz medycyny – por. lek. Wierzchoń Bolesław
- II zastępca dowódcy (kwatermistrz) – mjr Stanisław Maculewicz
- oficer mobilizacyjny – kpt. Postępski Roman Józef
- z-ca oficera mobilizacyjnego – por. Wierzbicki Józef Leon
- oficer administracyjno-materiałowy – kpt. Naumiak Aleksander
- oficer gospodarczy – kpt. int. Kralczyński Łukasz
- dowódca kompanii gospodarczej – p.o. chor. Spławski Stanisław
- oficer żywnościowy – por. Hubert Wilhelm
- komendant parku – kpt. Jaroszewski Kazimierz
- zastępca komendanta – ppor. rez. pdsc.[23] Józef Zygmunt Fundowicz
- dowódca kompanii specjalnej – por. Jakubowski Konrad Maria
- dowódca plutonu łączności – por. Jakubowski Konrad Maria
- dowódca plutonu przeciwgazowego – por. Kraśniewicz Marian
- dowódca kompanii szkolnej – kpt. Głowacki Paweł
- dowódca plutonu – por. Kardzis Zenon
- dowódca plutonu – ppor. Szacki Mirosław
- dowódca plutonu – ppor. Szymkiewicz Wiktor
- dowódca 1 kompanii – por. Juszczyk Stanisław
- dowódca plutonu – ppor. Jaroszek Nikodem Józef
- dowódca plutonu – ppor. Karpuk Igor Ireneusz
- dowódca plutonu – ppor. Wyrzykowski Jan
- dowódca 2 kompanii – p.o. ppor. Krywko Józef Zbigniew
- dowódca plutonu – ppor. Seifert Zygmunt
- dowódca 3 kompanii – por. Sygnatowicz Kazimierz
- dowódca plutonu – ppor. Stanecki Jerzy Zdzisław
- dowódca plutonu – ppor. Truskolaski Józef
- dowódca 4 kompanii – kpt. Horoszkiewicz Włodzimierz
- dowódca plutonu – chor. Kulik Stefan

Oddelegowani na kurs:
- por. Hryńko Jan
- ppor. Joński Leon

W szpitalu:
- kpt. Poletyłło Stanisław
- por. Grzybowski Andrzej † 1940 Katyń

### Żołnierze batalionu – ofiary zbrodni katyńskiej
Biogramy zamordowanych znajdują się na stronie internetowej Muzeum Katyńskiego
| Nazwisko i imię            | stopień              | zawód              | miejsce pracy przed mobilizacją     | zamordowany |
| -------------------------- | -------------------- | ------------------ | ----------------------------------- | ----------- |
| Burhardt Stanisław         | kapitan rezerwy      |                    |                                     | Katyń       |
| Ciundziewicki Leon         | podporucznik rezerwy | inżynier geodeta   |                                     | Katyń       |
| Downarowicz Kazimierz      | porucznik rezerwy    | geodeta            | ziemianin                           | Katyń       |
| Gajewski Zdzisław          | porucznik            | żołnierz zawodowy  |                                     | Katyń       |
| Grzybowski Andrzej         | porucznik            | żołnierz zawodowy  |                                     | Katyń       |
| Kamieński Jan              | porucznik rezerwy    | inżynier architekt | pracował w Warszawie                | Katyń       |
| Kobyliński Józef           | podporucznik rezerwy | inżynier architekt |                                     | Katyń       |
| Kralczyński Łukasz         | kapitan              | żołnierz zawodowy  |                                     | Katyń       |
| Łużyński Wacław            | porucznik            | żołnierz zawodowy  |                                     | Katyń       |
| Papiewski Stasnisław       | podporucznik rezerwy | architekt          |                                     | Katyń       |
| Połujan Józef              | podporucznik rezerwy | inżynier           |                                     | Katyń       |
| Postępski Roman            | kapitan              | żołnierz zawodowy  |                                     | Katyń       |
| Szycik Wiktor              | podporucznik rezerwy | technik rolnictwa  |                                     | Katyń       |
| Waszkiewicz Zdzisław       | podporucznik rezerwy | inżynier           |                                     | Katyń       |
| Awtuszewski Kazimierz      | porucznik rezerwy    | technik mierniczy  | Dyrekcja Lasów Państwowych w Wilnie | Charków     |
| Blankstein-Sawicki Sawafej | porucznik rezerwy    | inżynier           |                                     | Charków     |
| Kozłowski Eustachy         | porucznik rezerwy    | inżynier           |                                     | Charków     |
| Malinowski Stanisław       | porucznik rezerwy    | nauczyciel         | (e)                                 | Charków     |
| Zwierzchowski Stanisław    | podporucznik rezerwy | technik budowlany  | Zarząd Drogowy Brześć               | Charków     |

## Symbole pułku

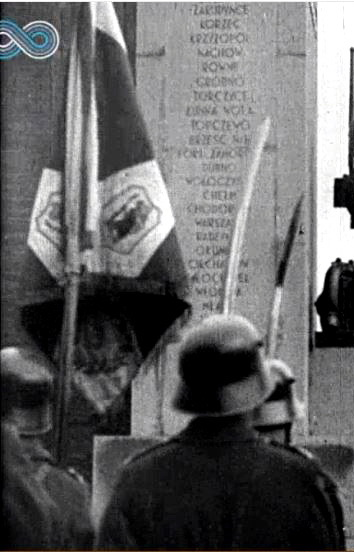
sztandar 3 wileńskiego pułku saperów

### Sztandar
3 grudnia 1921 roku 3 pułk Saperów Wileńskich otrzymał sztandar od Naczelnika Państwa marszałka Piłsudskiego. Po reorganizacji w 1929 r. w Wilnie stacjonował 3 batalion saperów. Powinien on mieć sztandar przejęty po 3 pułku Saperów Wileńskich.
W zbiorze relacji z Banknock znalazły się zapisy oddzielne dla „3 Pułku Saperów” i dla „3 Batalionu Saperów”. Przedstawione dwie relacje na ten temat zakładają, że chodzi faktycznie o jeden i ten sam sztandar:
- „3 pułk saperów – mjr Adam Frydel podaje nazwiska saperów, którzy ukryli sztandar pułku. Są to: st. sap. Tadeusz Wójcik, Wilno,ul. Kolejowa 60, względnie Postawy, ul. Kolejowa 14; sap. Julian Barański, Rożyszcze, ul. 3 Maja 170, względnie Wilno, ul. Betlejemska 13, st. sierż. Zygmunt Nykowski, Wilno, ul. św. Piotra 20.
- „3 batalion saperów – sztandar ukryty w Tarnopolu w piwnicy domu przy ul. Mickiewicza 20 przez kpr. pchor. Jerzego Matyszewskiego i sap. Juliana Hajto. Wtajemniczona p. dr Wigoszówna, Tarnopol, ul. Mickiewicza 20 lub 3 Maja 12. Orzeł z drzewca u p. Kurca, Tarnopol ul. Ostrowskiego 1b. O powyższym wiedzą mjr Jędraszko, ppor. Dworecki, ppor. Józef Bohdanowicz, st. sierż. Zygmunt Nykowski, por. Konstanty Purewozow, st. sap. Julian Barański i sap. Julian Hajto. – Meldunek kpr. pchor. Jerzego Matyszewskiego[32].

### Odznaka pamiątkowa
15 stycznia 1929 roku Minister Spraw Wojskowych, Józef Piłsudski zatwierdził wzór i regulamin odznaki pamiątkowej 3 psap. Odznaka o wymiarach 50x40 mm ma kształt krzyża maltańskiego z wydłużonym dolnym ramieniem, pokrytego białą emalią. Na poziomych ramionach umieszczono daty „1921 – 1929”, na dolnym numer i inicjały „3 PS”. W centrum krzyża znajduje się tarcza emaliowana czarną, czerwoną i niebieską emalią i postacią świętego Krzysztofa z Dzieciątkiem na ramieniu. Odznaka jednoczęściowa, wykonana w tombaku srebrzonym i złoconym przez Józefa Michrowskiego z Warszawy.